# Antoni Lipski (działacz komunistyczny)

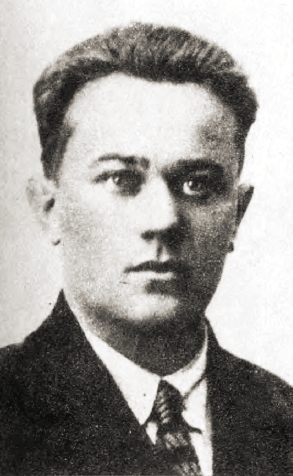
Antoni Lipski

Antoni Lipski ps. „Stary”, „Inocenty”, „Zdzich”, „Teodor”, „Onufry”, „Z. Topolski”, „Nowowiejski”, „A. P. Starewicz” (ur. 12 czerwca 1904 w Dąbrowie Górniczej, zm. 28 sierpnia 1938) – działacz komunistyczny.

## Życiorys
Syn Teodora, górnika, i Franciszki z Rzepkiewiczów, brat działaczy komunistycznych Leona i Ludwika. W 1924 zdał eksternistycznie maturę i podjął studia w Wolnej Wszechnicy w Warszawie. Należał do organizacji „Sokół”, z której wystąpił pod wpływem agitacji komunistycznej. W 1921 wstąpił do KPRP.
Członek egzekutywy Komitetu Okręgowego (KO) Związku Młodzieży Komunistycznej (ZMK) Zagłębia Dąbrowskiego i KO KPP. Sekretarz Komitetu Warszawskiego ZMK, kierownik wydziału wojskowego, następnie sekretarz KO ZMK w Zagłębiu, potem kierownik Sekretariatu KC ZMK. Przedstawiciel KC ZMK przy Komitecie Wykonawczym (KW) Komunistycznej Międzynarodówki Młodzieży (KMM), którego później został członkiem. Za działalność komunistyczną kilkakrotnie aresztowany i więziony. Uczestnik prac Komisji Bałkańskiej i Wojskowej i współautor programów udziału młodzieży w zwalczaniu militaryzacji i agitacji antykomunistycznej w krajach kapitalistycznych. Brał udział w II Zjeździe Komunistycznego Związku Młodzieży Polski (KZMP) jako przedstawiciel KC KZMP przy KW KMM w Johannsdorf w Saksonii w 1930, w V Zjeździe KPP w tym samym roku jako delegat KC KZMP, na którym został wybrany do KC KPP, oraz w VI Zjeździe KPP w październiku 1932. Uczestnik XI Plenum KW Kominternu w 1931. Jako członek Sekretariatu krajowego KPP uczestniczył w VII Kongresie Kominternu w Moskwie (20 lipca 1935 – 25 sierpnia 1935). W latach 1936–1937 kierownik Sekretariatu Krajowego KC KPP.
W okresie wielkiej czystki w sierpniu 1937 odwołany z kraju do Pragi, gdzie znajdowała się baza Kominternu. W grudniu 1937 wyjechał do Paryża, skąd na wezwanie Kominternu udał się do Moskwy, gdzie na początku 1938 został aresztowany przez NKWD, a następnie stracony pod zarzutem zdrady. W 1956 pośmiertnie zrehabilitowany.
Był żonaty z działaczką KPP Heleną Frenkiel-Kamińską, z którym miał syna Franciszka Kamińskiego (ur. 1930), elektronika. Pochowany symbolicznie na cmentarzu Powązki Wojskowe w Warszawie (kwatera BII28-13-16).

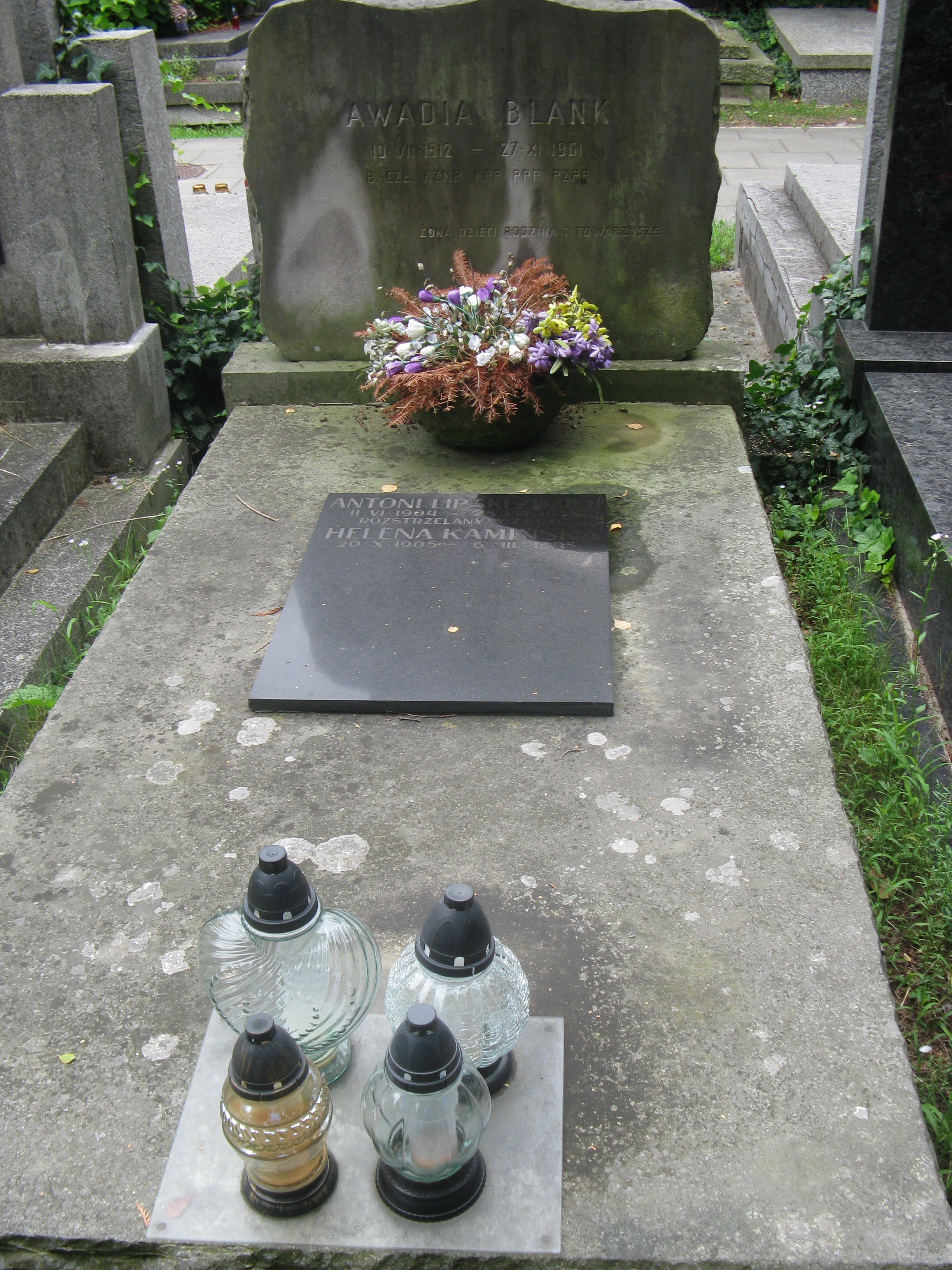
Grób symboliczny Antoniego Lipskiego na Cmentarzu Wojskowym na Powązkach

W marcu 1959 jego imieniem nazwano osiedle w Gołonogu.